# 府中だんじり祭
府中だんじり祭（ふちゅうだんじりまつり）は大阪府和泉市和泉府中駅周辺（和泉府中）で行われる秋祭。だんじり祭である。

## 歴史
1934年（昭和9年）に大阪府学務部が発行した『郷社現行特殊慣行神事』に、「天正十三年（一五八五）神輿並びに地車六臺が整列した」との記述がある。現在のところ、泉州地域においてだんじりが曳き始められた記録としては、これが最古のものである。

## 概要
府中町の東（東泉寺）、西（小社之町）、南（南之町）、北（市辺町）、中央（馬場之町）の5町会からだんじりが曳きだされており、これを府中五町と呼ぶ。だんじりはすべて下だんじり（いわゆる岸和田型だんじり）である。町の道幅が狭いため昭和期は比較的小型ないし中型だんじりであったが、平成期に入ると近隣地区同様新調ブームの波に乗り東泉寺町、市辺町、馬場之町が新調し、令和5年には小社之町の新調も控えている。特に市辺町のだんじりは超大型である。
氏神社は泉井上神社。府中五町のほかに和気町・小田町（同じ旧泉北郡国府村に属する）のだんじりも一緒に宮入りを行う。
以前は夜にもやりまわしを行っていたが南之町がゆっくり歩くようになってからは歩く傾向にあり、今では東泉寺・馬場之町以外の３町は夜はゆっくりと歩いて曳行している。